# 폴아웃: 뉴 베가스
《폴아웃: 뉴 베가스》(Fallout: New Vegas)는 폴아웃 시리즈의 스핀오프작으로 옵시디언 엔터테인먼트에서 개발하고 베데스다 소프트웍스에서 발매한 포스트 아포칼립스 액션 롤플레잉 비디오 게임이다. 《폴아웃: 뉴 베가스》는 2009년 4월에 발표되었고, 2010년 10월 19일에 마이크로소프트 윈도우, 플레이스테이션 3, 엑스박스 360으로 발매되었다. 네바다주, 캘리포니아주, 애리조나주를 아우르는 포스트 아포칼립스적 공간을 공간적 배경, 원자력 기술로 인해 대체 역사로 이탈한 세계를 시간적 배경으로 하고 있다. 이 대체 역사에 따르면 인간 기술이 발전함에 따라 인구 수는 점차 늘어났고, 천연 자원에 대한 수요가 증가하였다. 따라서 천연 자원이 고갈되기 시작하였다. 결국 천연 자원을 두고 각각 중국과 미국을 중심으로 국제적 분쟁이 일어났다. 이 분쟁을 점차 커지기 시작했고, "대전쟁"이 발생하였다. 전세가 미국에 기울던 도중 중국이 미국 전역에 핵 미사일을 쏘아 올렸고, 미국 또한 그에 대한 대응으로 중국 전역에 핵 미사일을 쏘아 올렸다. 결국 "대전쟁"은 핵전쟁으로 끝을 맺는다. "대전쟁"의 결과로 미국 전역은 방사능에 오염된 황폐한 황무지가 되어 버렸다. 뉴 베가스의 주요 이야기는 폴아웃 3으로부터 4년 후인 2281년에 일어난다. 폴아웃 3의 후속작은 아니지만 블랙 아일 스튜디오가 개발한 폴아웃 2에 언급되었던 요소들이 게임 내에 등장한다.
플레이어는 배달부의 시점에서 게임을 진행한다. 모하비 사막을 가로질러 뉴 베가스로 소포를 운반하던 중, 배달부는 매복 공격을 받아 소포를 빼앗기고 머리에 총을 맞아 의식불명인 상태로 남겨진다. 기적적으로 살아남은 후, 배달부는 자신을 공격했던 사람을 찾고, 소포를 되찾기 위한 여행을 시작한다. 여행을 계속하면서 여러 파벌들 사이에서 친구와 적을 만들고, 궁극적으로 누가 뉴 베가스와 모하비 황무지를 지배할 것인가를 결정하는 분쟁에 휘말리게 된다. 뉴 베가스는 게임의 결함과 버그에 대해 부정적 평가를 받았다. 그러나 비평가들은 이 게임의 스토리, 퀘스트, 그리고 향상된 게임 플레이에 대해서는 긍정적인 평가를 했다. 뉴베가스는 500만 부 이상 출하되는 상업적인 성공을 거두었으며, 전 세계적으로 약 1200만 부가 팔린 것으로 추정된다. 이 게임은 또한 2011년에 "올해의 RPG"로 골든 조이스틱 상을 받았으며, 최고의 전략 게임과 스토리 부문에서  BAFTA 상과 스토리 진행에서의 요소 부문에서 NAVGTR 상의 후보로 올랐다.

## 게임 플레이
옵시디언 엔터테인먼트에서는 폴아웃 3에서의 게임 플레이 요소들을 보완하고 새로운 요소들을 추가하여 폴아웃: 뉴 베가스에서 사용하였다
폴아웃: 뉴 베가스에서 개선된 사항과 새로운 기능은 다음과 같다.
- 전투에서 사용되는 V.A.T.S. 시스템에서 V.A.T.S 특화 공격과 다양한 무기들에 따른 각각의 킬 애니메이션들 추가 하였다. 특정한 총과 에너지 무기를 제외하고 플레이어는 총을 사용할 때 가늠쇠를 사용하여 조준 할 수 있다.
- 3인칭 시점이 폴아웃 3의 3인칭 시점보다 더 뒤 쪽에서 캐릭터를 바라볼 수 있게 된다.
- 플레이어가 튜토리얼을 건너뛸 수 있고, 캐릭터가 설정되면 황무지로 바로 갈 수 있도록 바꾸어서 캐릭터 생성 시간이 폴아웃 3보다 덜 걸리도록 개선하였다. 플레이어가 시작 위치인 굿스프링스의 경계를 넘어설 때, 마지막으로 캐릭터를 바꿀 수 있는 선택창이 나온다.
- 플레이어가 더욱더 다양한 플레이를 하면서 게임을 즐길 수 있도록 레벨업 시 플레이어가 고를 수 있는 퍽의 종류를 추가하였다.
- 게임 초반에 지나치게 강력한 캐릭터를 갖지 못하도록 하기 위해서 폴아웃 3와는 다르게 퍽마다 획득할 수 있는 레벨이 정해졌다.
- 9mm 피스톨, 단발 샷건, 화승총, 다이너마이트, 유탄 발사기 등 다양한 무기들이 추가됐다.
- "대형 총기" 스킬과 "소형 총기" 스킬은 "총기" 스킬로 통합되었다.
- 새로운 스킬인 "생존"이 추가되었다. "생존" 스킬은 음식과 음료를 통해 얼마나 많은 건강을 회복하는가에 영향을 미친다. 스킬 레벨은 대화창에서의 선택에 더 큰 영향을 미친다. 스킬 레벨에 따른 확률이 있고, 이 확률에 따라 대화창에서의 성공과 실패를 판정하였던 폴아웃 3과는 다르게 스킬 레벨에 따라 성공과 실패가 판정된다. 플레이어는 해당하는 스킬 잡지를 읽음으로써 일시적으로 스킬이 버프를 받으며, 이 스킬 잡지는 모하비 황무지에서 발견하거나 상인으로부터 구매할 수 있다. 또한 스킬 잡지의 효과는 특정 퍽에 의해 더욱 강화된다.
- 플레이어는 도박을 할 수 있다. 플레이어는 카지노에서 게임칩을 구입해 그 게임칩으로 도박을 할 수 있다. 플레이어가 카지노에서 할 수 있는 도박은 블랙잭, 슬롯, 룰렛이다. 또한 플레이어는 이 게임에서 고안된 카드 게임인 캐러밴(Caravan)도 할 수 있다. 카라반의 경우는 카지노에서는 할 수 없고, 특정 NPC와 할 수 있다.

### 제작과 개조
Fallout 3에서 플레이어는 몇 가지 독특한 무기만 제작 할 수 있었다. 폴아웃: 뉴 베가스에서  플레이어는 작업대, 탄약 재조대, 캠프파이어에서 독특한 무기와 음식, 음료, 마약, 탄약을 제작 할 수 있다. 아이템은 제작하기 위해서는 충분한 기술 수준을 충족해야 하고 필요한 재료가 있어야 한다. 예를 들어, 캠프파이어에서 음식을 요리하기 위해서 플레이어는 음식마다 정해진 "생존" 스킬을 충족해야 한다. 어떤 특별한 물건은 조리법/제작법을 발견해야지 제작 할 수 있다. 베데스다의 엘더 스크롤 시리즈와 비슷하게 제작에 필요한 재료들을 수확해서 획득할 수도 있다. 플레이어는 제작 뿐만 아니라 총기 개조를 할 수도 있다. 총기 개조를 하게 되면 조명, 손잡이, 조준경 등을 교체하거나 장착 할 수 있다. 총기류를 개조하기 위해서는 필요한 재료는 모하비 황무지에서 발견하거나 상인으로부터 구매할 수 있다.

### 평판
게임에 존재하는 수많은 파벌들 때문에 개발자들은 폴아웃 3에서는 삭제되었던 폴아웃 2의 평판 시스템을 폴아웃: 뉴 베가스에 가져왔다. 카르마와 마찬가지로, 플레이어가 파벌과 어떻게 상호작용하고 어떤 결정을 내리느냐에 따라 플레이어의 평판이 달라진다. 예를 들어, 플레이어가 파벌을 돕는다면, 그 파벌에서의 플레이어의 평판을 상승하게 된다. 그러나 플레이어가 파벌의 구성원을 죽이게 된다면 그 파벌에서의 플레이어의 평판을 잃게 된다. 각 파벌에서의 플레이어의 평판에 따라 각 파벌의 NPC들은 플레이어에게 다르게 행동한다. 좋은 평판을 가지고 있다면 퀘스트를 좀 더 쉽게 끝낼 수 있고, 파벌에 소속된 상인들에게 할인 혜택을 받을 수 있고, 파벌 멤버들이 플레이어에게 선물을 제공한다. 나쁜 평판을 가지고 있다면 플레이어를 돕기를 거부하거나 플레이어를 발견한 즉시 공격하게 된다. 또한 플레이어를 죽이기 위해 정기적으로 암살자를 보낸다.

### 동료
폴아웃: 뉴 베가스에서는 "컴패니언 휠"을 추가하여 폴아웃 3에서보다 동료를 훨씬 쉽게 제어할 수 있도록 하였다. "컴패니언 휠"을 통해 플레이어는 동료의 행동과 공격 방법 등 전투에 임하는 동료의 전술을 바꿀 수 있고, 그들과 헤어지고, 동료의 부상을 치료를 하고, 동료의 인벤토리를 열 수 있다. 플레이어는 한 명의 인간 동료와 한 명의 비인간 동료를 함께 둘 수 있다. 따라서 플레이어는 한 번에 최대 2명의 동료와 함께 할 수 있다. 동료들은 플레이어에게 독특한 퍽이나 버프를 준다. 그들과 관련된 관계 개선 궤스트를 진행하면서 동료들이 인간적으로 한 단계 더 나아질 수 있도록 도와 줄 수 있다. 동료와 헤어질 경우 플레이어의 집으로 보낼 수 있다. 총 8명의 동료가 게임에 있다(DLC를 통해서 추가되는 플레이어는 제외하였다).
그 8명의 동료는 다음과 같다.
- 렉스 - 사이버하운드
- 로즈 오브 샤론 캐시디 - 전 캐러밴 소유주
- 라울 테하다 - 전쟁 전부터 살아온 멕시칸 구울
- 크레이그 부운 - 전 NCR 제1 정찰대원
- ED-E - 아이봇
- 베로니카 산탄젤로 - 브라더후드 오브 스틸의 서기
- 릴리 보웬 - 나이트킨
- 아케이드 - 묵시록의 추종자

### 하드코어 모드
옵션으로 선택할 수 있는 하드코어 모드는 게임 환경에 더욱 강한 현실감과 집중도를 제공한다. 조쉬 소여 (Josh Sawyer) 하드코어 모드가 《폴아웃 3》의 여러 가지 모드로부터 영감을 받은 결과라고 말했다. 게임 진행 난이도가 올라가므로, 플레이어는 더욱 효과적인 전략들, 보유 자원의 사용과 전투 전략에 대해 더욱 조심스럽게 숙고해야 하고, 둘러싼 환경에도 높은 주의를 기울이도록 플레이어를 압박한다.
게임 진행 난이도는 다음과 같은 방법으로 증가한다.
- 스팀팩과 음식과 물과 같은 다른 치료 아이템들이 플레이어를 즉시 치료하지 않으며, 조금씩 치료하기 때문에 효과가 모두 발현되는데 시간이 필요하다.
- 라드어웨이 또한 즉시 효과가 아니며, 방사능 중독을 점진적으로 줄여주게 된다.
- 스팀팩이 부러진 팔, 다리를 치료할 수 없게 된다. 부러진 팔, 다리를 치료하기 위해서는 '의사의 왕진가방'이라는 아이템이나 '하이드라'라는 약을 사용하거나, 침대 등에서 잠을 자거나, 의사를 찾아 일정 캡을 지불하고 치료를 받아야 한다,
- 탄약과 게임 내 화폐인 캡이 무게값을 가지게 된다. 따라서 플레이어는 탄약에 대해 더 신중한 선택을 하도록 한다.
- 플레이어 캐릭터는 먹고, 마시며 적절한 취침을 통해 기아, 탈수와 피로를 막아야 한다. 각 상태들은 4 단계로 나누어진다. 상태가 악화될수록, 스킬이 너프를 받으며, 마지막 5단계에 이르게 되면 플레이어는 죽게 된다.
- 동료가 전투에서 죽으면, 다시는 돌아오지 못하고 영원히 죽음을 맞게 된다. (하드코어 상태가 아니라면 동료가 기절하였다는 창이 뜨며 일정 시간이 지난 후 다시 활동한다.)

하드코어 모드를 사용하고 있는 상태에서 게임을 클리어하면 그 보상으로 도전과제(Xbox 360/Steam) 또는 트로피(PlayStation 3) 가 수여된다.

## 게임의 줄거리

### 배경
폴아웃 3의 이야기로부터 약 4년 후인 2281년에 폴아웃: 뉴 베가스의 이야기는 시작한다. 그리고 2077년에 발생한 대전쟁 이후 약 204년이 지난 라스베가스에 새워진 뉴 베가스라는 도시를 중심으로 전개된다. 게임이 시작될 때,  뉴 캘리포니아 공화국(NCR), 시저의 군단, 미스터 하우스, 이 세 강대국은 뉴 베가스와 그 주변 환경에 대한 지배권을 두고 마찰과 분쟁을 일으키고 있다. 폴아웃 2에 마지막으로 등장한 NCR은 팽창주의와 제국주의에 빠져 무리하게 영토 확장을 추진하였고, 항무지인들의 불만도 증가하였다. 그런 불만에도 불구하고 NCR은 모하비 황무지의 대부분을 점령할 수 있었다. NCR이 동쪽으로 점차 확장하기 시작하면서 NCR은 카이사르(시저)가 지휘하는 시저의 군단과 마찰을 가지게 된다. 시저의 군단은 자신들을 로마의 후예라고 주장하며, 그들의 지도자인 시저는 자신을 로마의 황제라고 자칭하고 있다. 시저는 묵시록의 추종자에서 나와 86개의 부족을 통합해 시저의 군단을 만든 인물이다. 시저의 군단은 절처한 약육강식의 노예 제도이며, 여성 차별은 팽배하게 퍼져있다. 그는 서쪽을 바라보고 있으며 이제 뉴 베가스를 정복할 계획이다. 게임이 시작하기 4년 전 뉴 베가스에 전력을 공급하는 주요 랜드마크인 후버 댐을 두고 1차 후버 댐 전투가 발생하였고, NCR은 이 전투에서 승리하여 후버 댐의 통제력을 강화할 수 있었다. NCR과 시저의 군단 모두 2차 후버 댐 전투를 준비하고 있는 상황에서, "세큐리티온"이라 불리는 보안 로봇 군대를 통해 뉴 베가스를 지배하고 있는 미스터 하우스 또한 계획을 세우고 있었다. 그 어느 쪽도 2차 후버 댐 전투로 통제권을 얻지 못하도록 하면서 댐의 통제권을 얻는 것을 목표로 하고 있으며, 그는 그의 원대한 계획의 마지막을 향해 달려가고 있다.
본 게임은 캘리포니아 주, 네바다 주, 애리조나 주를 아우르는 모하비 황무지를 배경으로 진행된다. 3개의 주요 파벌과 다수의 소수 파벌들이 모하비 황무지에 난립해 있다. 대표적으로 넬리스 공군 기지를 근거지로 하고 있는 중무장한 볼트 거주자 출신의 부족인 부머, 뉴 갤리포니아 공화국 교도소 (NCRCF)에서 폭동을 일으킨 탈옥범들의 집단인 파우더 갱어, 마약 거래와 약탈을 주로 하고, 칸의 후예를 자처하는 부족인 위대한 칸, 기술우월주의에 빠진 미 육군의 잔당으로 구시대의 기술로 극심한 피해를 줄 수 있는 브라더후드 오브 스틸 등이 있다. 후버 댐, 넬리스 공군기지, 이 지역에 위치하고 있는 볼트들, 헬리오스 원 태양광 발전소 등의 여러 가지 랜드마크들이 있다.

### 이야기 진행
이 게임은 플레이어를 '배달부'로 칭하며 모하비 익스프레스의 직원이다. '플래티넘 칩'이라고만 알려진 미스터리한 짐을 뉴 베가스로 배달하는 도중, 배달부는 뉴 베가스에 있는 카지노들 중 한곳인 '톱스'의 지배자인 베니(목소리: 매튜 페리)에게 습격당한다. 그는 플래티넘 칩을 가져가고, 플레이어의 머리에 총을 2발 쏘고 굿스프링스 공동 묘지에 있는 얕은 무덤 안에 버려둔다. 그러나 빅터라는 로봇이 그 총격 사건을 목격하고 배달부를 굿스프링스에 있는 의사인 미첼 박사(목소리: 미첼 호건)에게 데려온다. 플레이어는 머리에 총을 맞는 사고를 당했음에도 불구하고 모하비 황무지를 탐험하면서, 복수와 빼앗긴 플래티넘 칩를 되찾기 위해 베니를 쫓는 여정을 시작한다.
게임은 배달부의 결정에 따라 진행되며, 이 결정들은 다양한 이벤트, 파벌, 캐릭터에 큰 영향을 끼친다. 메인 줄거리는 배달부가 베니를 추격하여 복수를 성공하고 플레티넘 칩을 회수한 후에 본격적으로 시작한다. 배달부는 여행을 하면서 다양한 문제를 가진 많은 파벌의 사람들과 마주치게 되고, 그들에게 도움을 주거나, 무시하거나, 위해를 가할 수 있다. 그 결과로 배달부는 긍정적이거나 부정적인 평판을 얻게 된다. 베니와 칩을 발견한 후, 플레이어는 자신이 로마 문화를 중심으로한 노예 사회인 시저의 군단, 팽창주의 민주 연방인 뉴 캘리포니아 공화국(NCR), 도시를 치안을 유지하는 세큐리티온 군대를 지휘하는 뉴베가스의 수수께끼 같은 지배자 미스터 하우스(목소리: 르네 오베르 조 노이스), 이 3대 파벌 사이의 갈등의 한가운데에 있다는 것을 알게 된다. 이 3대 파벌은 모두 대전쟁 이후에도 가동되어 남서부에 전력을 공급하고, 방사능이 없는 깨끗한 물을 공급하는 역할을 하고 있는 후버 댐의 완전한 점령과 사용을 목표로 하고 있다. 왜냐하면 댐을 통제하는 것은 거대한 3개의 주 모두를 통제 할 수 있다는 것을 의미하기 때문이다.
미스터 하우스는 대전쟁 전에 살았던 인간으로 미-중 핵전쟁이 발발할 것을 예측하고 라스베가스 인근에 대한 방어 시스템을 수립하고, 핵전쟁이 발생하였을 때 벙커에 있는 생명 유지실에 들어가 있었기 때문에 생존할 수 있었다. 그러나 전쟁이 발생한 날은 플레티넘 칩이 도착하는 날이였고, 결국 미스터 하우스는 플레티넘 칩을 받지 못하게 된다. 이 플레티넘 칩은 세큐리티온의 프로그램을 업그레이드 할 수 있는 데이터 저장 장치로, 플레티넘 칩을 통해 세큐리티온을 업그레이드하게 되면 세큐리티온의 무장 수준이 증가하고 자가 치유 기능을 얻게 된다. 플레티넘 칩이 없었기 때문에 생명 유지 시스템에 오류가 생겼고, 그는 100여년의 깊은 잠에 빠진다. 잠에서 깨어난 그는 플레티넘 칩을 찾기 위해 갖가지 노력을 하였고, 결국 플레티넘 칩을 찾게 된다. 그는 찾은 플레티넘 칩을 자신의 거처지인 럭키 38로 배달시키기 위해 모하비 익스프레스에 의뢰를 넣는다. 그러나 배달이 되던 도중 배달부는 공격 받았고, 플레티넘 칩은 베니의 손에 들어간다. 베니가 배달부를 습격할 수 있었던 이유는 예스멘이라는 재프로그래밍된 세큐리티온이 미스터 하우스의 전산망에 침입하여 관련 정보를 얻었기 때문이다. 그리고 베니의 최종적인 목표는 미스터 하우스를 죽이고 자신이 뉴 베가스의 지배자가 되는 것이다.

### 선택
레가테 라니우스가 이끄는 시저의 군단이 후버 댐을 얻기 위해 2차 후버 댐 전투를 일으킬 것이고, 리 올리버 장군 휘하의 NCR 군대는 후버 댐을 지키려고 할 것이다. 배달부는 3대 파벌 중 하나의 편이 되어 시저의 군단, NCR, 미스터 뉴 베가스가 댐을 차지할 수 있도록 도움을 줄 수도 있고, 베니가 사라진 이후 배달부의 편이 된 예스맨이 후버 댐을 장악할 수 있도록 하여, 독립 뉴 베가스의 지배자가 될 수도 있다.

### 결과
플레이어의 행동에 의한 결과를 나타내는 슬라이드 쇼를 보여주는 것으로 게임은 종결되는데, 후버 댐 전투는 뉴 베가스와 모하비 황무지에 걸친 권력을 쥐게 될 팩션을 결정짓게 되며, 플레이어가 어떻게 그들과 협상했는가 그리고 주요 팩션들 중 어느 쪽이 지배자로 떠올랐느냐에 따라서 기타 다른 팩션들의 운명 또한 결정된다.

## 출시
베데스다는 특별한 게임 내 아이템을 제공하는 4 개의 선주문 보너스 팩("클래식", "부족민", "캐러밴"과 "용병" 팩)들을 공표했다. 이것들은 특정 판매점에서 선주문 해야 얻을 수 있었다.
2010년 5월 11일, Collector's Edition이 출시되었다. 이는 Microsoft Windows, PS3 및 Xbox 360용으로, 전 세계로 배포되었다. 여기에는 Fallout: New Vegas 카지노에서 볼 수 있는 7 개의 실제 포커칩들, 각 인물과 그 인물 정보가 인쇄된 한 데크의 카드, 뉴 베가스에서의 사건까지 안내하는 그림 소설, 한 개의 플래티넘 칩 모조품과 한 장의 게임제작 다큐멘터리 DVD가 포함되어있다. PlayStation 3 버전은 블루레이 형식으로 제공된다.
2011년 11월 3일 베데스다가 Fallout: New Vegas - Ultimate Edition을 공표했다, 이 에디션은 게임과 함께, 이전에 발표된 모든 DLC와 Gun Runners' Arsenal/Courier's Stash까지 포함한다. 이 에디션은 Microsoft Windows, PS3 및 Xbox 360용으로 북미에서 2012년 2월 7일, 독일, 호주, 스칸디나비아에서 2월 10일 그리고 영국, 이탈리아, 벨기에, 룩셈부르크. 네덜란드에서 2월 24일 출시되었다.

## DLC
2010년 10월 18일, 베데스다 소프트웍크가 전작인 《폴아웃 3》에서와 마찬가지로 뉴 베가스를 위한 DLC를 사용할 수 있을거라고 공표했다.
지금까지 6개의 DLC가 발매되었다:
Dead Money, Honest Hearts, Old World Blues, Lonesome Road, Courier's Stash, Gun Runners' Arsenal

### J.E. Sawyer's mod
2011년 12월 29일, 이 게임의 프로젝트 디렉터인 조쉬 소여가 PC 버전의 《폴아웃: 뉴 베가스》를 위한 비공식 모드를 공개했다. 이 모드는:
- 최대 레벨 제한을 35로 조정하고
- 플레이어가 경험치를 받는 비율을 절반으로 줄인다
- 플레이어 기본 체력을 줄이고
- 플레이어가 기본으로 소지 가능한 무게도 줄인다
- 특정한 캐릭터는 중립이 아닌 선 또는 악으로 정의한다
- 다수의 다른 조정도 포함되어 있다.

이것들은 모두 소이어가 개인적으로 이 게임에 반영하고 싶어하던 것이고, 공식 패치로 출시되지는 않았다. 이 모드가 동작하기 위해서는 모드 매니저, 모든 애드온 패키지들과 모든 선주문 보너스 패키지들을 필요로 한다.

## 기술적인 문제들
게임 발매 수 시간 만에 게임 저장이 손상되고, 진행이 멈추거나, 플레이어가 지형에 갇히거나, 플레이어 뒤에서 불특정한 NPC가 나타나거나 상황과 상관없이 전투가 촉발되는 등등 플레이어들이 다양한 기술적 문제들을 보고하기 시작했다. 베데스다 스튜디오는 옵시디언 엔터테인먼트와 함께 게임 상의 문제들을 해결할 수 있는 업데이트를 "될 수 있는 한 빨리" 배포하기 위해 적극적으로 작업하고 있다고 공식으로 발표했다. 그들은 또한 유저들에게 가능한 최고의 경험을 제공하는 것이 최우선이라고 언급하며 소비자들이 《폴아웃: 뉴 베가스》를 상점에 환불받지 않도록 설득하기도 했다. 발매 후 일주일이 되기 전에, PC, Xbox 360과 PS3를 위한 게임의 패치 버전이 배포되었다. 2010년 12월 14일에 배포된 업데이트에서 다른 결함들, 게임 세이브 문제와 함께 동료 관련 버그도 해결되었다. 이어지는 업데이트는 2월과 4월에 배포되어 다수의 버그와 게임 플레이 문제를 해결했다.

게임 종료 순서 직전에 자동으로 저장해버리는 문제에 대한 지원을 포함하는 패치가 2011년 7월 5일에 배포되었다. 크레딧이 지나간 후에, 유저는 이 세이브 게임을 불러오도록 안내받았는데, 이 때 저장본이 하나인 플레이어가 새 게임을 만들지 않고도 DLC를 플레이 할 수 있었다.

## 평가
| 통합 점수      | 통합 점수                              |
| 통합사         | 점수                                   |
| -------------- | -------------------------------------- |
| 메타크리틱     | PC: 84/100 PS3: 82/100 X360: 84/100    |
| 평론 점수      |                                        |
| 평론사         | 점수                                   |
| 1UP.com        | B                                      |
| 에지           | 6/10                                   |
| 유로게이머     | 9/10                                   |
| G4             | [ 22 ]                                 |
| 게임 인포머    | 8.5/10 (Xbox 360)                      |
| 게임프로       | [ 24 ]                                 |
| 게임스팟       | 7.5/10 (360/PS3) 8.5/10 (PC)           |
| 게임스파이     | [ 26 ]                                 |
| IGN            | 8.5/10 (US) (360/PS3) 9/10 (PC; US/UK) |
| OXM (UK)       | 9/10                                   |
| OXM (US)       | 9.5/10                                 |
| PC 게이머 (UK) | 84%                                    |

| 수상                  | 수상                            |
| 평론사                | 수상                            |
| --------------------- | ------------------------------- |
| IGN                   | Most Bang for Your Buck of 2010 |
| Golden Joystick Award | RPG of the Year 2011            |

| 위키데이터에서 편집하기 |
| ----------------------- |

## 참고 문헌
1. ↑  “How To Write A Post Apocalyptic RPG, The Fallout: New Vegas Way”. 《Kotaku》. Gawker Media. 2010년 7월 23일.
2. ↑  Ransom, James (2010년 10월 18일). “First Fallout: New Vegas DLC 'exclusive' to Xbox 360”. Joystiq. 2013년 7월 23일에 원본 문서에서 보존된 문서. 2010년 10월 26일에 확인함.
3. ↑  “Fallout: New Vegas patch to improve performance and crush dozens of bugs”. PC Gamer. 2011년 7월 6일. 2011년 7월 6일에 확인함.
4. ↑  Bramwell, Tom (2010년 6월 14일). “Fallout: New Vegas dated”. 《Eurogamer》. Eurogamer Network Limited. 2010년 6월 14일에 확인함.
5. ↑  Sharkey, Mike (2010년 2월 8일). “PC Gamer, Developers Talk Fallout: New Vegas”. 《GameSpy》. IGN Entertainment. 2010년 3월 15일에 확인함.
6. ↑  “Fallout: New Vegas PC Games Interview - Video Interview”. 《IGN》. IGN Entertainment. 2010년 4월 30일. 2012년 4월 3일에 원본 문서에서 보존된 문서. 2010년 5월 11일에 확인함.
7. 1 2 3  “Fallout: Welcome to the Official Site”. Fallout.bethsoft.com. 2010년 5월 11일. 2010년 10월 26일에 확인함.
8. ↑  “Fallout: New Vegas Ultimate Edition Bundles the Game and All its DLC”. 1UP.com. 2011년 11월 3일. 2012년 1월 9일에 원본 문서에서 보존된 문서. 2011년 11월 4일에 확인함.
9. ↑  Ashcraft, Brian (2011년 12월 29일). “Fallout: New Vegas Developer Releases a Personal Mod”. Kotaku.
10. ↑  “보관된 사본”. 2018년 10월 22일에 원본 문서에서 보존된 문서. 2013년 2월 6일에 확인함.
11. ↑  “Fallout:New Vegas patches arrive”. 2010년 10월 20일. 2011년 7월 11일에 원본 문서에서 보존된 문서. 2010년 11월 1일에 확인함.
12. ↑  “An update on updates”. 2010년 10월 22일. 2010년 10월 29일에 확인함.
13. ↑  “Fallout: New Vegas patched on consoles”. 2010년 10월 27일. 2013년 7월 23일에 원본 문서에서 보존된 문서. 2010년 11월 1일에 확인함.
14. ↑  “Massive Fallout: New Vegas Patch Has Landed”. 2010년 12월 14일. 2011년 2월 1일에 확인함.
15. ↑  “New update, screenshots for Old World Blues”. Bethesda Softworks. 2011년 7월 5일. 2011년 7월 8일에 확인함.
16. ↑  “Fallout: New Vegas for PC Reviews”. 《메타크리틱》. 2024년 4월 18일에 확인함.
17. ↑  “Fallout: New Vegas for PlayStation 3 Reviews”. 《메타크리틱》. 2024년 4월 18일에 확인함.
18. ↑  “Fallout: New Vegas for Xbox 360 Reviews”. 《메타크리틱》. 2024년 4월 18일에 확인함.
19. ↑  “Fallout: New Vegas Review”. 1UP.com. 2010년 10월 25일. 2018년 10월 22일에 원본 문서에서 보존된 문서. 2010년 10월 26일에 확인함.
20. ↑  “Fallout: New Vegas Review | Edge Magazine”. Next-gen.biz. 2010년 10월 22일. 2011년 6월 10일에 원본 문서에서 보존된 문서. 2010년 10월 26일에 확인함.
21. ↑  Whitehead, Dan (2010년 10월 19일). “Fallout: New Vegas”. Eurogamer. 2010년 10월 19일에 확인함.
22. ↑  “Fallout: New Vegas Review - Xbox 360”. G4. 2010년 10월 19일. 2016년 8월 4일에 원본 문서에서 보존된 문서. 2010년 11월 18일에 확인함.
23. ↑  “War. War Never Changes. And Neither Does Fallout - Fallout New Vegas - Xbox 360 - www.GameInformer.com”. Game Informer. 2010년 10월 18일. 2018년 10월 22일에 원본 문서에서 보존된 문서. 2010년 12월 9일에 확인함.
24. ↑  Kim, Tae K. (2010년 10월 18일). “Fallout: New Vegas Review from GamePro”. GamePro. 2010년 12월 26일에 원본 문서에서 보존된 문서. 2011년 1월 18일에 확인함.
25. ↑  VanOrd, Kevin (2010년 10월 20일). “Fallout: New Vegas Review”. GameSpot. 2010년 10월 19일에 확인함.
26. ↑  Tuttle, Will (2010년 10월 25일). “Fallout: New Vegas super review, Fallout: New Vegas Review, Xbox 360 Reviews”. GameSpy. 2010년 11월 18일에 확인함.
27. ↑  MacDonald, Keza. “Fallout: New Vegas UK Review”. 2013년 7월 23일에 원본 문서에서 보존된 문서. 2011년 1월 19일에 확인함.
28. ↑  MacDonald, Keza. “Fallout: New Vegas UK Review”. 2012년 3월 18일에 원본 문서에서 보존된 문서. 2011년 1월 19일에 확인함.
29. ↑  King, Ryan (2010년 10월 19일). “Xbox Review: Fallout: New Vegas - Official Xbox 360 Magazine”. 《Official Xbox Magazine UK》. 2010년 11월 19일에 확인함.
30. ↑  “Fallout: New Vegas”. OXM. 2010년 10월 20일. 2010년 11월 19일에 확인함.
31. ↑  Pearson, Craig (2010년 10월 19일). “Fallout: New Vegas review”. PC Gamer UK. 2010년 11월 19일에 확인함.
32. ↑  “Most Bang for Your Buck”. IGN. 2011년 1월 18일에 확인함.
33. ↑  “RPG of the Year”. GamesRadar. 2011년 10월 21일. 2012년 9월 24일에 원본 문서에서 보존된 문서. 2011년 10월 21일에 확인함.